# پرسونا ۵
پرسونا ۵ (به ژاپنی: ペルソナ5 Perusona Faibu) یک بازی ویدئویی در سبک نقش‌آفرینی است که توسط شرکت اطلس برای کنسول‌های پلی‌استیشن ۳ و پلی‌استیشن ۴ ساخته شده‌است. این بازی به ترتیب زمانی به عنوان ششمین قسمت از مجموعه بازی‌های پرسونا به‌شمار می‌رود که خود آن نیز بخشی از فرنچایز بزرگتر مگامی تنسی به حساب می‌آید. پرسونا ۵ توسط شرکت اطلس در ژاپن و آمریکای شمالی و به‌وسیلهٔ دیپ سیلور در اروپا منتشر می‌شود. این بازی در سپتامبر ۲۰۱۶ در کشور ژاپن منتشر شد و سپس در آوریل ۲۰۱۷ در آمریکای شمالی و اروپا عرضه شد. نسخه‌ای بهبود یافته از این بازی دارای محتوای جدید تحت نام پرسونا ۵ رویال، در اکتبر ۲۰۱۹ در کشور ژاپن، و مارس ۲۰۲۰ در سراسر جهان برای پلی‌استیشن ۴ در دسترس قرار گرفت.
پرسونا ۵ به‌طور کلی با واکنش‌های بسیار مثبتی از سوی منتقدان همراه بود که ارائه بصری، اثر هنری، روند بازی، داستان و موسیقی آن مورد تحسین قرار گرفت. این بازی به عنوان یکی از بهترین عناوین ژانر نقش‌آفرینی تمام دوران محسوب می‌شود که نامزد و برنده جوایز متعددی شده‌است. بازی تا دسامبر ۲۰۱۹، بیش از سه میلیون نسخه در سراسر جهان به فروش رسانده‌است، و همین مسئله آن را به پرفروش‌ترین نسخه در فرنچایز مگامی تنسی تبدیل کرده‌است.